# Skupština AP Vojvodine
Skupština Vojvodine je najviši predstavnički organ Vojvodine. Čini je 120 zastupnika.
Na izborima za zastupnike u Skupštini AP Vojvodine 6. svibnja 2012. godine po proporcionalnom izbornom sustavu u pokrajini, kao jednoj izbornoj jedinici, izabrano je 60 zastupnika, na temelju popisa političkih stranka, koalicija političkih stranaka i grupa građana. Po većinskom sustavu, 20. svibnja, izabrano je također 60 zastupnika, između pojedinačno utvrđenih kandidata u 60 izbornih jedinica. Novi saziv pokrajinskog parlamenta konsitutiran je 22. lipnja 2012. godine.

## Čelnici skupštinskih tijela
Čelnici skupštinskih tijela prema vojvođanskim pokrajinskim izborima 2012. godine:
- Istvan Pastor, predsjednik Skupštine (Savez vojvođanskih Mađara)
- Ana Tomanova Makanova, potpredsjednica Skupštine (dužnosnica Nacionalno vijeće slovačke nacionalne manjine)
- Dušan Jakovljev, potpredsjednik Skupštine (Liga socijaldemokrata Vojvodine)
- Branislava Belić, potpredsjednica Skupštine (Socijalistička partija Srbije)
- Milan Ćuk, potpredsjednik Skupštine (Srpska radikalna stranka)
- Đorđe Milićević, potpredsjednik Skupštine (Pokrenimo Vojvodinu)
- Milivoj Vrebalov, potpredsjednik Skupštine  (LDP)
- Milorad Gašić, potpredsjednik Skupštine

## Skupštinski odbori
U Skupštini AP Vojvodine postoji 20 skupštinskih odbora:
- za pitanja ustavno-pravnog položaja pokrajine
- za suradnju s odborima Narodne skupštine u ostvarivanju nadležnosti pokrajine
- za propise
- za privredu
- za poljoprivredu
- za urbanizam, prostorno planiranje i zaštitu okoliša
- za proračun i financije
- za obrazovanje, nauku, kulturu, mladež i sport
- za zdravstvo, socijalnu politiku i rad
- za demografsku politiku i društvenu brigu o djeci
- za informiranje
- za međunacionalne odnose
- za predstavke i prijedloge
- za organizaciju uprave i lokalnu samoupravu
- za administrativna i mandatno-imunitetska pitanja
- za utvrđivanje istovjetnosti pokrajinskih propisa na jezicima u službenoj uporabi
- za sigurnost
- za privatizaciju
- za europske integracije i međunarodnu regionalnu suradnju
- za rodnu ravnopravnost.

## Poslaničke grupe
Novi saziv Skupštine Autonomne pokrajine Vojvodine konstutuiran je na sjednici održanoj 25. lipnja 2012. godine.
Skupštinsku većinu čine: Izbor za bolju Vojvodinu, Liga socijaldemokrata Vojvodine i Savez vojvođanskih Mađara (ukupno 76 mandata).
Skupštini Vojvodine je za svoj rad bilo odgovorno Izvršno vijeće Vojvodine, izvršni organ pokrajine. Nakon stupanja na snagu novog Statuta AP Vojvodine, Skupštini Vojvodine je odgovorna Vlada Vojvodine.
Najviši je predstavnički organ Autonomne Pokrajine Vojvodine. Čini ju 120 zastupnika. 
Vlada Autonomne Pokrajine Vojvodine za svoj rad odgovara Skupštini AP Vojvodine.
Stranke u sazivu Skupštine prema izborima 2012. iz ovih su stranaka:
- Izbor za bolju Vojvodinu (čelnik Bojan Pajtić)
- Liga socijaldemokrata Vojvodine (čelnik Nenad Čanak)
- Srpska radikalna stranka (čelnik Vojislav Šešelj)
- Pokrenimo Vojvodinu (čelnik Tomislav Nikolić): Srpska napredna stranka, Nova Srbija (stranka), Pokret socijalista, Pokret snaga Srbije - BK
- Demokratska stranka Srbije
- Savez vojvođanskih Mađara
- Socijalistička partija Srbije, Stranka ujedinjenih umirovljenika Srbije, Jedinstvena Srbija, Socijaldemokratska stranka Srbije - Ivica Dačić
- Preokret (Vojvodina)

## Vanjske poveznice
- službena stranica Skupštine AP Vojvodine